# フィンランド気象研究所
フィンランド気象研究所（フィンランドきしょうけんきゅうじょ、フィンランド語: Ilmatieteen laitos, スウェーデン語: Meteorologiska institutet）は、フィンランドで気象情報を収集、報告し、天気予報を行う政府機関。英語表記であるFinnish Meteorological Instituteの頭文字からFMIと略されることもある。また、日本の気象庁と同じようにフィンランド気象庁とも呼ばれる。この機関は運輸通信省の一部であるが、半独立的な機関である。
研究所は気象関連の研究を行うほか、気象情報の収集、報告と報道など、大気科学に関する活動を広範囲にカバーするサービス機関である。本部はヘルシンキのクンプラキャンパスである。

## 職員
全時間勤務の職員の数は540人である。正社員の数は研究所の全職員の3分の2で残りが契約社員である。研究所は24時間営業であり、全時間勤務の職員の30％がシフトを組んで働いている。
54%の職員は大学卒業程度であり、15%は認可証や博士号を持っている。職員の平均年齢は43歳である

## 大気質研究

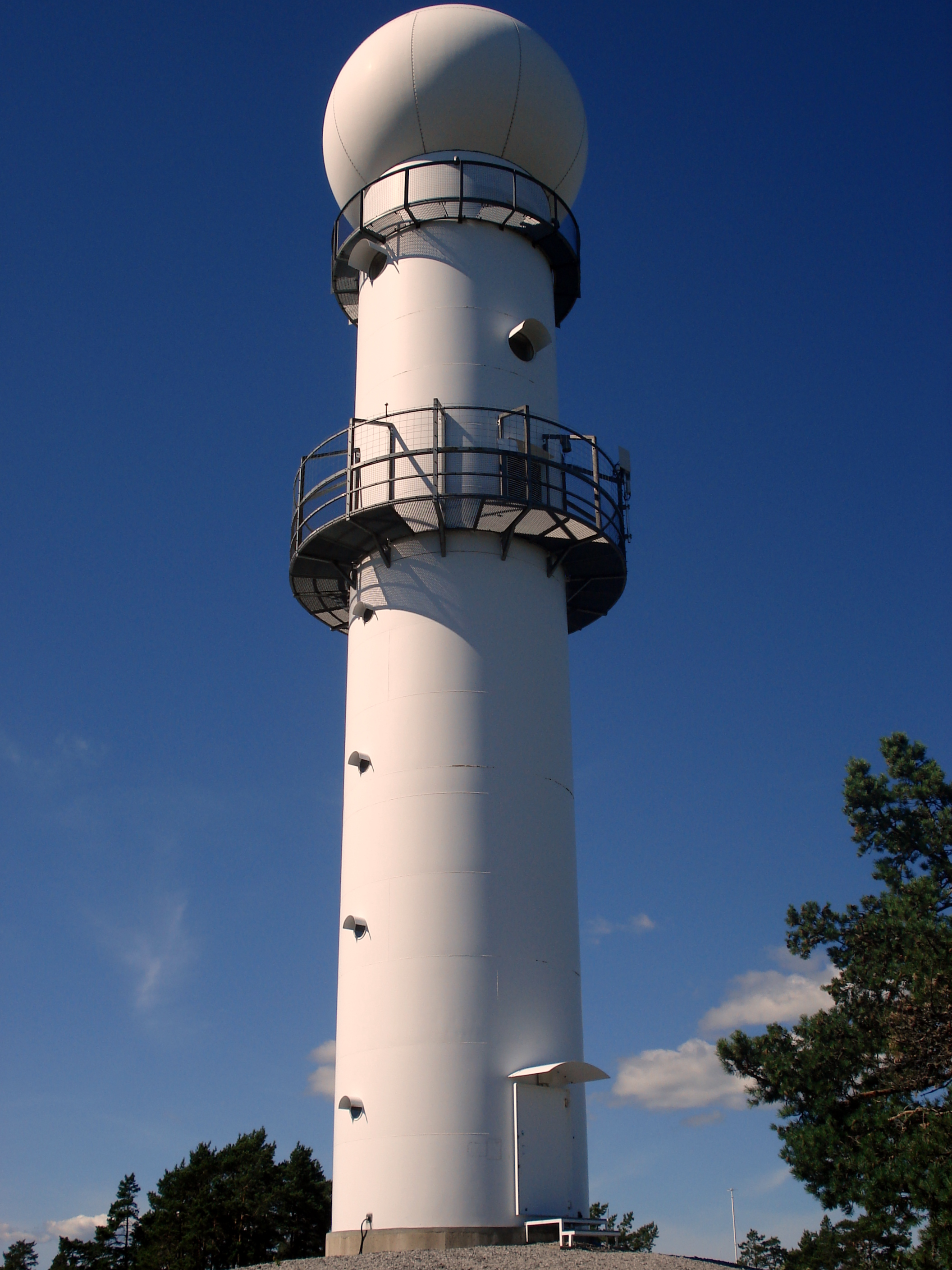
ヴァスタヴォランド市、コルポのCバンドドップラーレーダー、フィンランド気象研究所が生産から運用までを行っている

フィンランド気象研究所は1970年代早期から大気環境質の変化と大気汚染の予防技術を調査している。大気科学、物理学、化学、生物学、工学などの研究域で総括的な能力を持ち、これが生かされている。他のヨーロッパの研究機関や大学と共同で統合的な研究が行われた。
調査された大気環境質に関する活動では、大気質計算用の方法と設備の研究、試験、開発、排気ガスの目録の作成、大気汚染分散モデルの開発、大気質の科学分析の実行、大気汚染防止技術の研究と開発などが行われた。
また、大気散乱モデルの研究は非常に進んでいる。研究所では0kmから30km圏内の地区大の範囲の大気汚染物質の散乱モデルの研究が行われ、都市部の発生源多数による散乱モデル、運搬機による線上の汚染物質の散乱モデル、危険物質の散乱モデル、臭気を帯びた物体の散乱モデルなどが体系化された。30kmから3000km圏内の地域大の散乱モデルも研究されており、双方とも利用が可能になっている。

## 火星探査計画
フィンランド気象研究所は、ロシアの火星探査計画であるフォボス・グルントに参加して、気象観測のための機器を降下させる計画を持っている。また、その後も多数の小型ランダーを降下させ火星大気の状態を研究するMetNetと呼ばれる計画が存在する。